# (36098) 1999 RW112
1999 RW112 (asteroide 36098) é um asteroide da cintura principal. Possui uma excentricidade de 0.09954370 e uma inclinação de 9.74933º.
Este asteroide foi descoberto no dia 9 de setembro de 1999 por LINEAR em Socorro.